# José Moreira da Silva
José Moreira da Silva (ur. 8 czerwca 1953 w Ponte Alta) – brazylijski duchowny katolicki, biskup Januária w latach 2009-2022, biskup Porto Nacional od 2023.

## Życiorys
17 stycznia 1982 otrzymał święcenia kapłańskie. Pracował przede wszystkim jako duszpasterz parafialny, był także m.in. wicerektorem niższego seminarium diecezjalnego.
12 listopada 2008 papież Benedykt XVI mianował go biskupem diecezji Januária. Sakry biskupiej udzielił mu 17 stycznia 2009 nuncjusz apostolski w Brazylii - arcybiskup Lorenzo Baldisseri.
14 grudnia 2022 papież Franciszek przeniósł go na urząd biskupa diecezjalnego Porto Nacional.